# فموتوشیمی
فموتوشیمی بخشی از شیمی‌فیزیک است که واکنش شیمیایی را در بازه‌های زمانی بسیار کوتاه (تقریباً 10 − 15 ثانیه یا یک ماده فمتوثانیه) مطالعه می‌کند تا بتواند عملکرد اتم‌های موجود در مولکول‌ها (واکنش دهنده‌ها) را که مجدداً در حال شکل‌دادن به مولکول‌های جدید هستند، مطالعه کند. محصولات) در ژورنال علوم سال ۱۹۸۸، احمد حسن زوییل برای اولین بار مقاله ای را با استفاده از این اصطلاح منتشر کرد و با عنوان «فتوشیمی در زمان واقعی، یعنی شیمی در مقیاس زمانی فمتوثانیه». بعداً در سال ۱۹۹۹، زوئیل جایزه نوبل شیمی را برای کارهای پیشگام خود در این زمینه دریافت کرد و نشان داد که می‌توان دید که چگونه اتم‌های یک مولکول در طی یک واکنش شیمیایی با فلاش‌های نور لیزر حرکت می‌کنند.
کاربرد فموتوشیمی در مطالعات بیولوژیکی نیز به روشن شدن پویایی سازه‌های RNA حلقه‌های بنیادی کمک کرده‌است.